# Roberts, Wisconsin
Roberts là một làng thuộc quận St. Croix, tiểu bang Wisconsin, Hoa Kỳ. Năm 2006, dân số của làng này là 969 người.